# Haltestelle Wien Oberdöbling

Die Haltestelle Wien Oberdöbling, ursprünglich Ober-Döbling geschrieben, ist eine vom Architekten Otto Wagner entworfene S-Bahn-Station der Wiener Vorortelinie im 19. Wiener Gemeindebezirk Döbling. Sie befindet sich in Tieflage unter der Billrothstraße und verfügt über zwei Seitenbahnsteige. Es besteht die Möglichkeit, zur Straßenbahnlinie 38 und zur Buslinie 39A umzusteigen.

## Geschichte

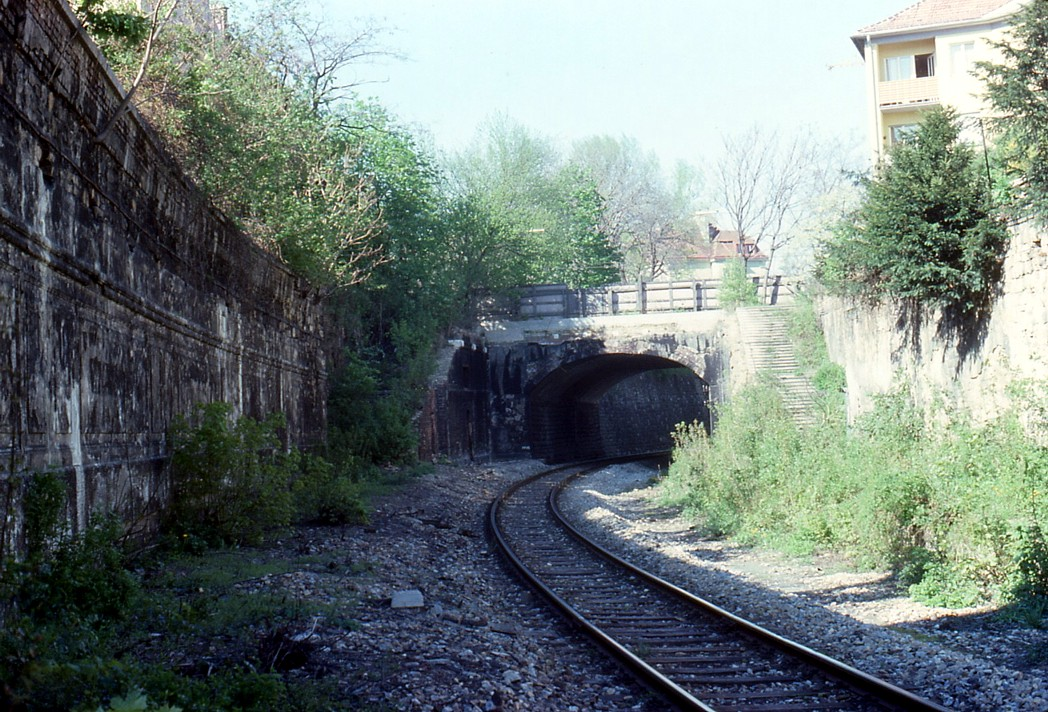
Die ehemaligen Bahnsteige im Jahr 1979

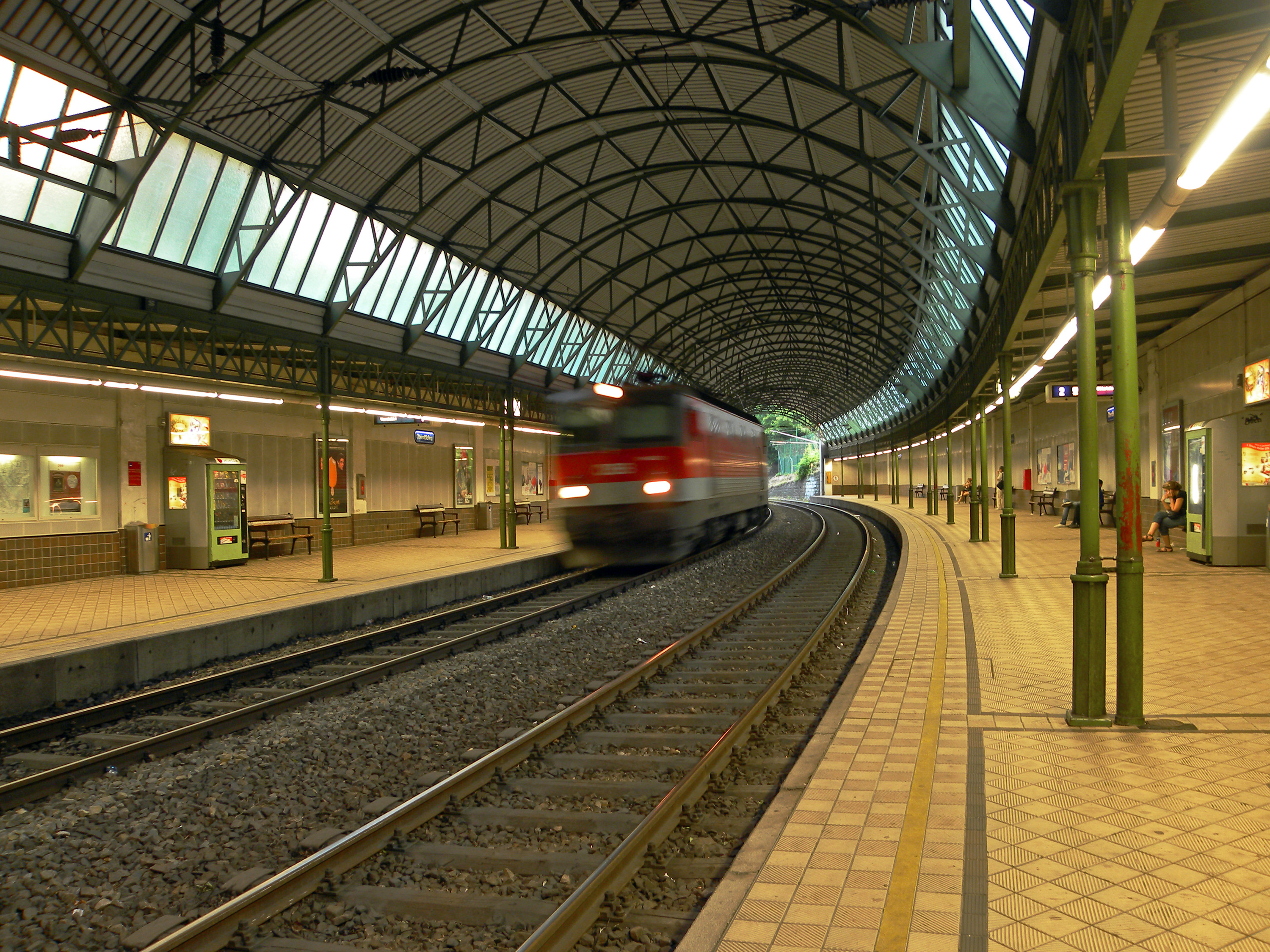
Bahnsteige

Im Zuge der Planung der Vorortelinie der Wiener Dampfstadtbahn entwarf Otto Wagner für die Commission für Verkehrsanlagen in Wien auch die Haltestelle Oberdöbling. Die Handzeichnungen sind verloren gegangen. Da die Vorortelinie 1934 nicht in den Besitz der Stadt Wien überging, befinden sich die Pläne im ehemaligen Verkehrsarchiv (Österreichisches Staatsarchiv – Allgemeines Verwaltungsarchiv). Die Pläne für Oberdöbling sind mit Juli 1894 datiert, die bauliche Fertigstellung des ursprünglichen Aufnahmsgebäudes erfolgte im Juli 1895, die erste Besichtigungsfahrt konnte 1897 durchgeführt werden. Am 11. Mai 1898 ging die Haltestelle in Betrieb.
1932 wurde der Personenverkehr auf der gesamten Strecke eingestellt und somit verlor auch die Haltestelle Oberdöbling ihren ursprünglichen Verwendungszweck und verfiel in den folgenden Jahrzehnten zusehends. Am 30. April 1979 beschlossen Bund und Land Wien den Umbau der Vorortelinie zur S-Bahn. Da die Anlage stark beeinträchtigt war, wurde diese abgetragen und im historisierenden Stil wieder aufgebaut und ging am 31. Mai 1987 als Station der S45 in Betrieb. Im Jahr 2013 wurden an den Bahnsteigen Aufzugsanlagen nachgerüstet sowie kleinere Revitalisierungsmaßnahmen durchgeführt; die Station ist seither auch barrierefrei zu erreichen.
Der Teilbereich Oberdöbling steht, ebenso wie große Teile der Vorortelinie, unter Denkmalschutz (Listeneintrag).

## Linien im Verkehrsverbund Ost-Region
Wien Handelskai – Wien Heiligenstadt – Wien Oberdöbling – Wien Krottenbachstraße – Wien Gersthof – Wien Hernals – Wien Ottakring – Wien Breitensee – Wien Penzing – Wien Hütteldorf
38 Schottentor – Spitalgasse – Nußdorfer Straße – Oberdöbling – Grinzing
39A Heiligenstadt – Gunoldstraße – Oberdöbling – Bellevuestraße – Sievering (- Neustift, Agnesgasse)
445 Silbergasse – Oberdöbling – Weidlingbach – Steinriegl – Hainbuch – Unterkirchbach